# Campaign for North Africa
The Campaign for North Africa (CNA) è un gioco da tavolo di strategia militare, pubblicato dalla Simulations Publications, Inc. nel 1978.
Viene ritenuto uno dei giochi da tavolo più dettagliati e complessi mai prodotti. È ambientato durante la campagna del Nordafrica durante la seconda guerra mondiale. Fu ideato da Richard H. Berg.

## Complessità
Anche se alcuni appassionati di giochi strategici di guerra apprezzano i dettagli, The Campaign for North Africa offre così tanti dettagli e variabili realistiche da superare qualsiasi gioco da tavolo, portando il concetto di simulazione al suo massimo estremo. Persino i giocatori inizialmente affascinati dall'idea di un gioco da tavolo di strategia militare estremamente dettagliato, restano basiti quando aprendo la scatola, scoprono la presenza di 1,800 pedine, mappe così grandi da coprire svariati tavoli e un libro in tre volumi con le regole del gioco. Le regole coprono la logistica con estremo dettaglio, molto più rispetto al combattimento simulato. Nel regolamento viene raccomandato, per un'esperienza di gioco completa, che ogni squadra sia composta da cinque giocatori, inclusi un comandante in capo e quattro ufficiali subordinati, rendendo così in totale necessari dieci giocatori per una partita, anche se è comunque possibile giocare solo in due. Secondo la Simulations Publications Inc. (SPI), casa produttrice del gioco, una partita completa può arrivare a durare anche oltre 1,500 ore. Tuttavia, la possibilità che dieci persone giochino a un gioco da tavolo per così tanto tempo sono estremamente basse e quindi partite complete a The Campaign for North Africa sono rare.

## Lascito
Sebbene The Campaign for North Africa sia un gioco estremamente difficile e complesso, il gioco è molto ricercato dai collezionisti e lodato da alcuni giocatori, che lo considerano essere "il gioco strategico definitivo". Uno degli esempi più comuni del livello di dettaglio insito nel gioco, è il fatto che le truppe italiane necessitano di forniture suppletive di acqua per la preparazione della pastasciutta per il rancio. Il gioco rappresenta una tappa importante nello sviluppo dei giochi di strategia, essendo l'anello di collegamento tra i relativamente semplici giochi da tavolo degli anni settanta e l'inizio dell'epoca digitale dei giochi strategici per computer, dove complessità e realismo simulativo non vanno a scapito della giocabilità.

## Ristampa
A causa della notorietà del gioco tra gli appassionati e del suo status mitico, si è più volte parlato di ristamparlo. La Decision Games espresse il desiderio di commercializzarlo nuovamente, promettendo di "rendere giocabile il mostro ingiocabile", apportando alcune importanti modifiche al gameplay.

## Curiosità
- Il gioco viene citato nella sitcom The Big Bang Theory, dove nell'episodio La nomenclatura neonatale (S11/Ep16-2018) il personaggio di Sheldon Cooper (Jim Parsons) costringe i suoi amici ad una estenuante partita a Campaign for North Africa.